# H.Kurubarahalli, Chik Ballapur
H.Kurubarahalli là một làng thuộc tehsil Chik Ballapur, huyện Kolar, bang Karnataka, Ấn Độ.